# Sistema intrauterino
O sistema intrauterino (SIU) é um dispositivo de contracepção hormonal que é colocado no útero. Um SIU tem um cilindro com hormônios que libera uma progestina chamada levonorgestrel. Um exemplo de SIU é o Mirena.
Indicações: Contracepção, menorragia idiopática, prevenção da hiperplasia endometrial na terapia de reposição estrogênica.
Mecanismo de ação:  O SIU libera levonorgestrel  diariamente na cavidade uterina. Este hormônio promove a contracepção por dois efeitos: espessamento do muco cervical que impede a passagem dos espermatozoides e alterações morfológicas do endométrio que o torna inóspito para o embrião. Estes efeitos são os mais significantes. Este método não age inibindo a ovulação já que esta continua a ocorrer, apenas uma parte das mulheres têm suas ovulações suspensas.

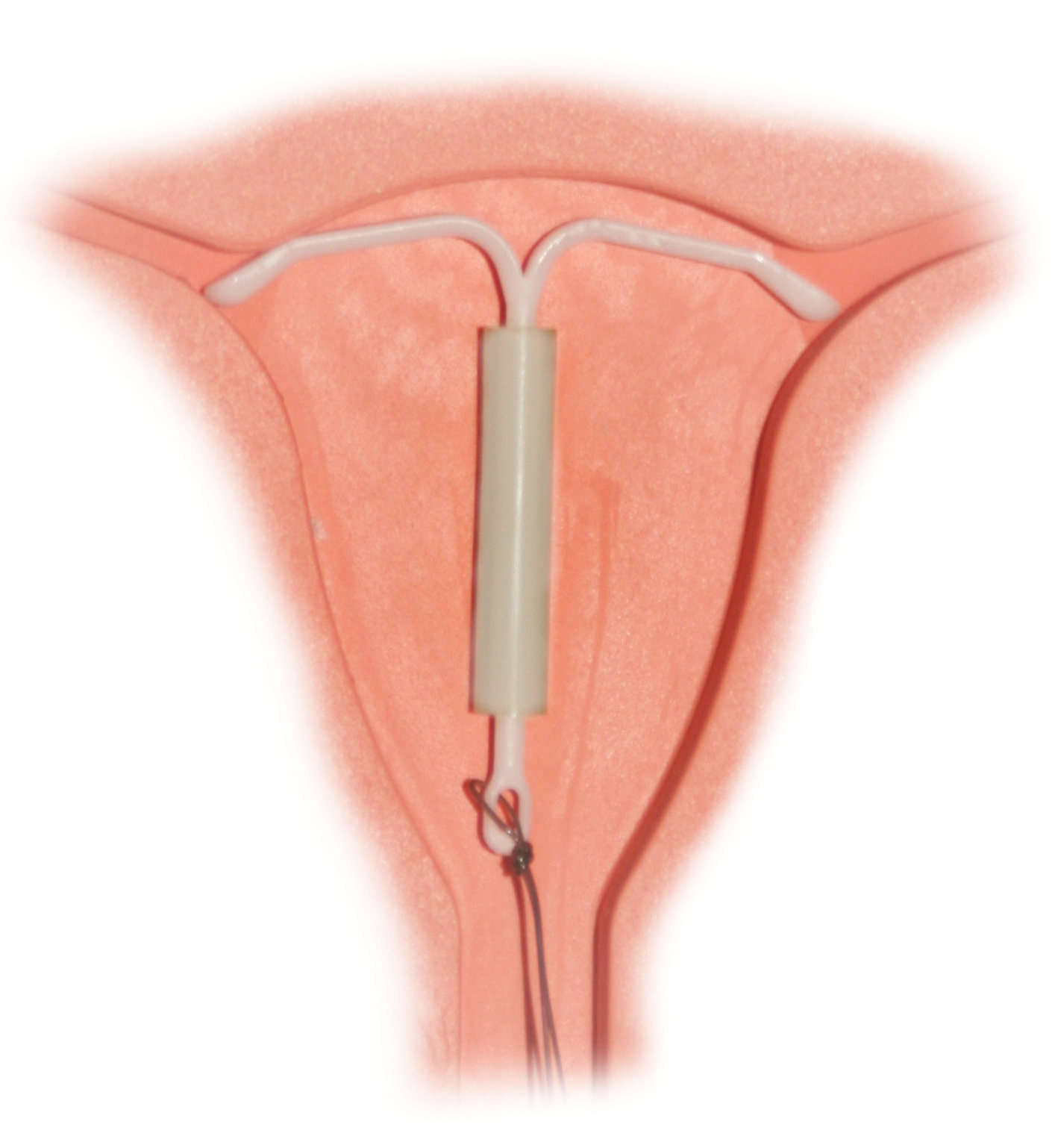
Sistema intrauterino